# Sahlen Field
Das Sahlen Field ist ein Baseball-Stadion in der US-amerikanischen Stadt Buffalo im Bundesstaat New York. Es ist die Heimspielstätte der Buffalo Bisons aus der International League (IL).

## Geschichte
Am Standort des Stadions wurde von 1846 bis 1848 die St. John’s Episcopal Church errichtet. Die Kirche wurde 1906 abgerissen und ein Hotel der späteren Kette Statler Hotels gebaut. 1967 wurde es geschlossen und im Jahr darauf abgebrochen. Nach dem Abriss lag das baufertige Grundstück brach. 1979 kaufte „Jimmy“ Griffin, Bürgermeister der Stadt, zusammen mit einer Investorengruppe für 55.000 US-Dollar das Double-A-Baseballteam der Jersey City A’s aus Jersey City, um die Buffalo Bisons wiederzubeleben. Kurz vor dem Bankrott wurde das Team im Juni 1970 an die Montreal Expos in Kanada abgegeben und nach Winnipeg, Manitoba, verlegt. Ab 1979 nahmen die Bisons im War Memorial Stadium den Spielbetrieb auf. 1983 erwarb Bob Rich Jr. das Team, um den professionellen Baseball in der Stadt zu halten. Im Jahr darauf kaufte er die Triple-A-Franchise-Rechte der Wichita Aeros aus Wichita und verlegt es nach Buffalo.
Am 10. Juli 1986 wurde der symbolische Spatenstich auf dem Baugrundstück an der Ecke Washington Street und Swan Street neben dem One Seneca Tower in Downtown Buffalo ausgeführt. Das Architekturbüro HOK Sport (heute: Populous) lieferte den Entwurf zur künftigen Heimat der Bisons. Die Anlage wurde so konzipiert, dass sie auf 45.000 Plätze ausgebaut werden konnte. 1991 war Buffalo eine von sechs Städten, die sich um ein Expansion Team der MLB bewarben. Buffalo ging wie auch 1995 leer aus. Die Kosten für das Stadion lagen bei 42 Mio. US-Dollar, das gesamte Projekt kostete 56 Mio. US-Dollar. Der Bundesstaat steuerte zum Stadionbau 22 Mio. US-Dollar bei. Der Rest wurde durch verschiedenen Quellen wie der Stadt, dem Erie County und den Buffalo Bisons selbst, beigetragen.
Am 14. April 1988 konnte die Eröffnung gefeiert werden. "Jimmy" Griffin und Gouverneur Mario Cuomo führten die ersten Würfe aus. Das Stadion war mit 19.250 Zuschauern ausverkauft. Kurz nach der Einweihung fand das 1. Triple-A All-Star Game am 13. Juli 1988 im Neubau statt. Die Partie wurde landesweit im Fernsehen übertragen. Vor 19.500 Zuschauern siegte die Mannschaft der Vertreter der American League gegen die Auswahl der National League mit 2:1. Die Buffalo Bisons überschritten als zweites Team die Zuschauerzahl von einer Mio. Besuchern in einer Spielzeit übertroffen. Die Mannschaft beendete die Saison 1988 am 1. September mit einem 2:1-Sieg über Nashville. Nach 22 ausverkauften Heimspielen in Folge endete man mit der Rekordzahl von 1.186.651 Besuchern zu den Heimspielen. Ursprünglich bot der Ballpark 19.250 Plätze. 2011 war es, nach Schließung des Johnny Rosenblatt Stadium (24.000) in Omaha und des PGE Park in Portland (19.810), das größte Stadion im Minor League Baseball. Von 1990 bis 2004 bot die Spielstätte 21.050 Plätze auf den Rängen. Seitdem sank das Platzangebot bis auf die heutige Zahl von 16.600 Plätzen.
Seit 2002 findet jährlich Anfang September, an einem Wochenende um den Labor Day, zu Ehren der Buffalo Chicken Wings, das National Buffalo Wing Festival in der Sportstätte statt. Die Veranstaltung 2020 musste wegen der COVID-19-Pandemie abgesagt werden. Von 2003 bis 2007 fanden im damalige Dunn Tire Park sieben Wrestling-Veranstaltungen unter dem Namen Ballpark Brawl statt. Das 25. Triple-A All-Star Game wurde am 11. Juli 2012 im Stadion der Bisons ausgetragen. Die Pacific Coast League gewann die Partie vor 18.025 Besuchern gegen die International League mit 3:0.
Ende Juni 2020 sagten die Buffalo Bisons die komplette Saison, aufgrund der COVID-19-Pandemie, ab. Am 24. Juli des Jahres gaben die Toronto Blue Jays aus der Major League Baseball (MLB) bekannt, dass das Franchise aus Kanada seine Heimspiele in der Saison 2020 im Sahlen Field austragen werde. Die Buffalo Bisons sind ein Farmteam der Blue Jays. Sie bekamen wegen der COVID-19-Pandemie keine Genehmigung im Rogers Centre ihre Heimspiele auszutragen. Es wird das erste Mal seit 1915 sein, das ein Spiel einer Major League in der Stadt stattfindet. Die Buffalo Blues traten von 1914 bis 1915 in der kurzlebigen Federal League an. Das erste Spiel der Blue Jays fand am 11. August 2020 gegen die Miami Marlins statt.

### Name
Eröffnet wurde das Stadion der Bisons 1988 unter dem Namen Pilot Field, nach der Pilot Air Freight Corp.  Am 2. März 1995 kündigte die Stadt den über 20 Jahre gehenden Vertrag, das Unternehmen war mit der jährlichen Zahlung von 51.000 US-Dollar im Verzug. Die Spielstätte trug in der Zeit ohne Sponsor die Bezeichnung Downtown Ballpark. Ab dem 3. Juli des Jahres wurde es nach der HMO North AmeriCare benannt und hieß North AmeriCare Park. Am 5. Mai 1999 wurde die Vereinbarung beendet und am folgenden Tag wurde der Reifenhändler Dunn Tire neue Namensgeber. Der Dunn Tire Park blieb bis 2008. Nachdem der Vertrag ausgelaufen war, erwarb die Coca-Cola Bottling Co. of Buffalo die Sponsorrechte mit einem Vertrag über zehn Jahre. Ab dem 1. Januar 2009 hieß es Coca-Cola Field. Anfang 2019 erhielt der Ballpark den Sponsornamen Sahlen Field. Der Vertrag mit der Sahlen Packing Company Inc., einem Unternehmen aus der Fleischwirtschaft, hat eine Laufzeit von 10 Jahren.
- Pilot Field: 14. April 1988 – 2. März 1995[6]
- Downtown Ballpark: 3. März 1995 –  2. Juli 1995
- North AmeriCare Park: 3. Juli 1995 – 5. Mai 1999
- Dunn Tire Park: 6. Mai 1999 – 31. Dezember 2008
- Coca-Cola Field: 1. Januar 2009 – 31. Dezember 2018
- Sahlen Field: seit 1. Januar 2019

## Verkehrsanbindung
In der Nähe des Sahlen Field liegt die Seneca Station der Buffalo Metro Rail, die zur Niagara Frontier Transportation Authority (NFTA) gehört.

## Galerie

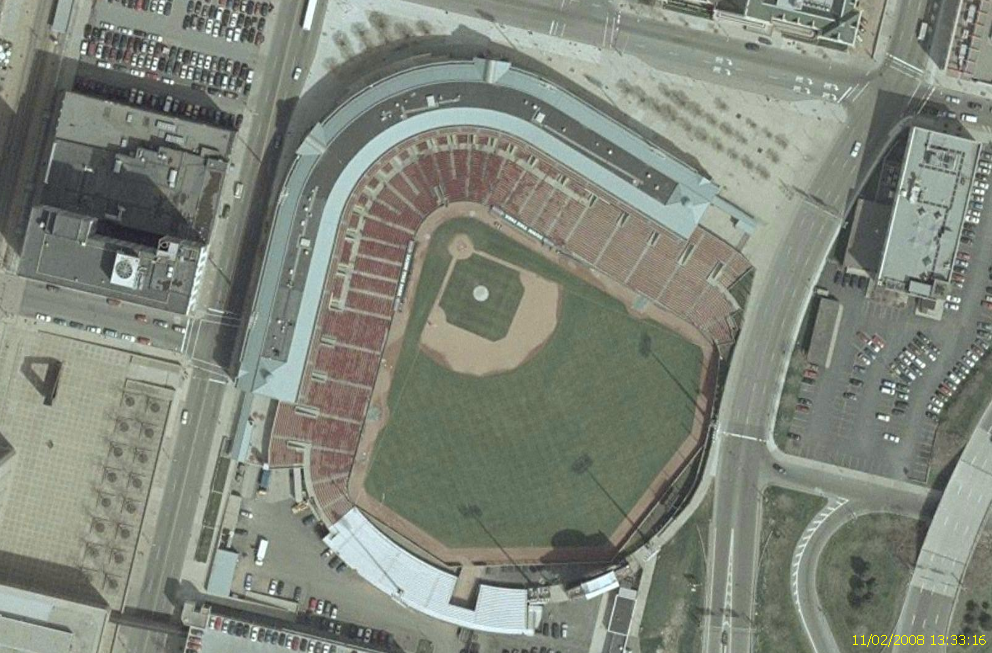
Satellitenbild des Stadions
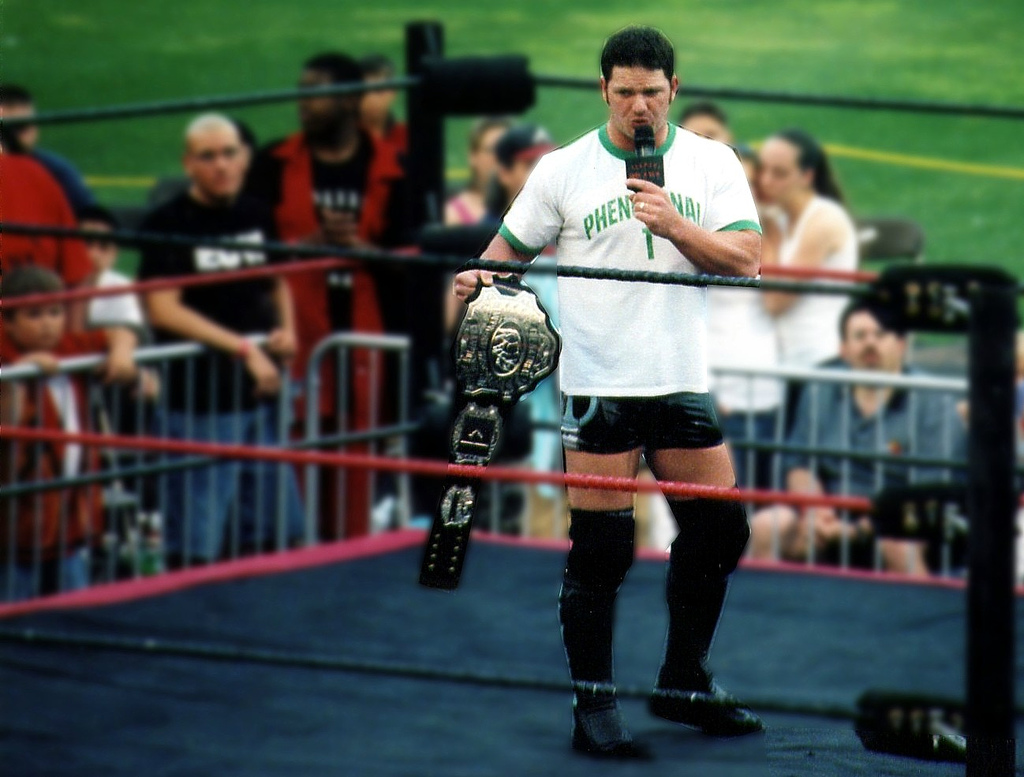
AJ Styles beim Ballpark Brawl IV im Juli 2005
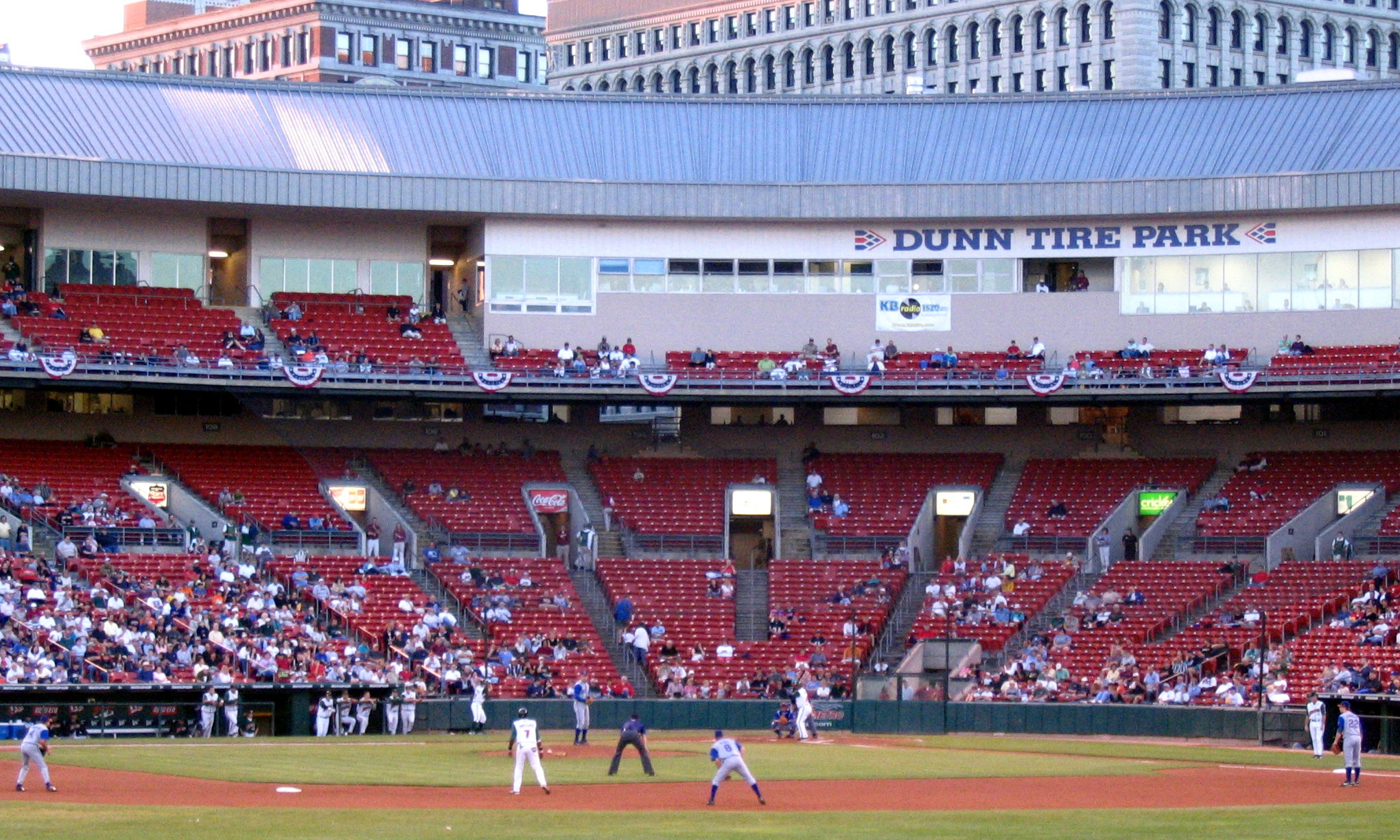
Spiel der Bisons (2006)
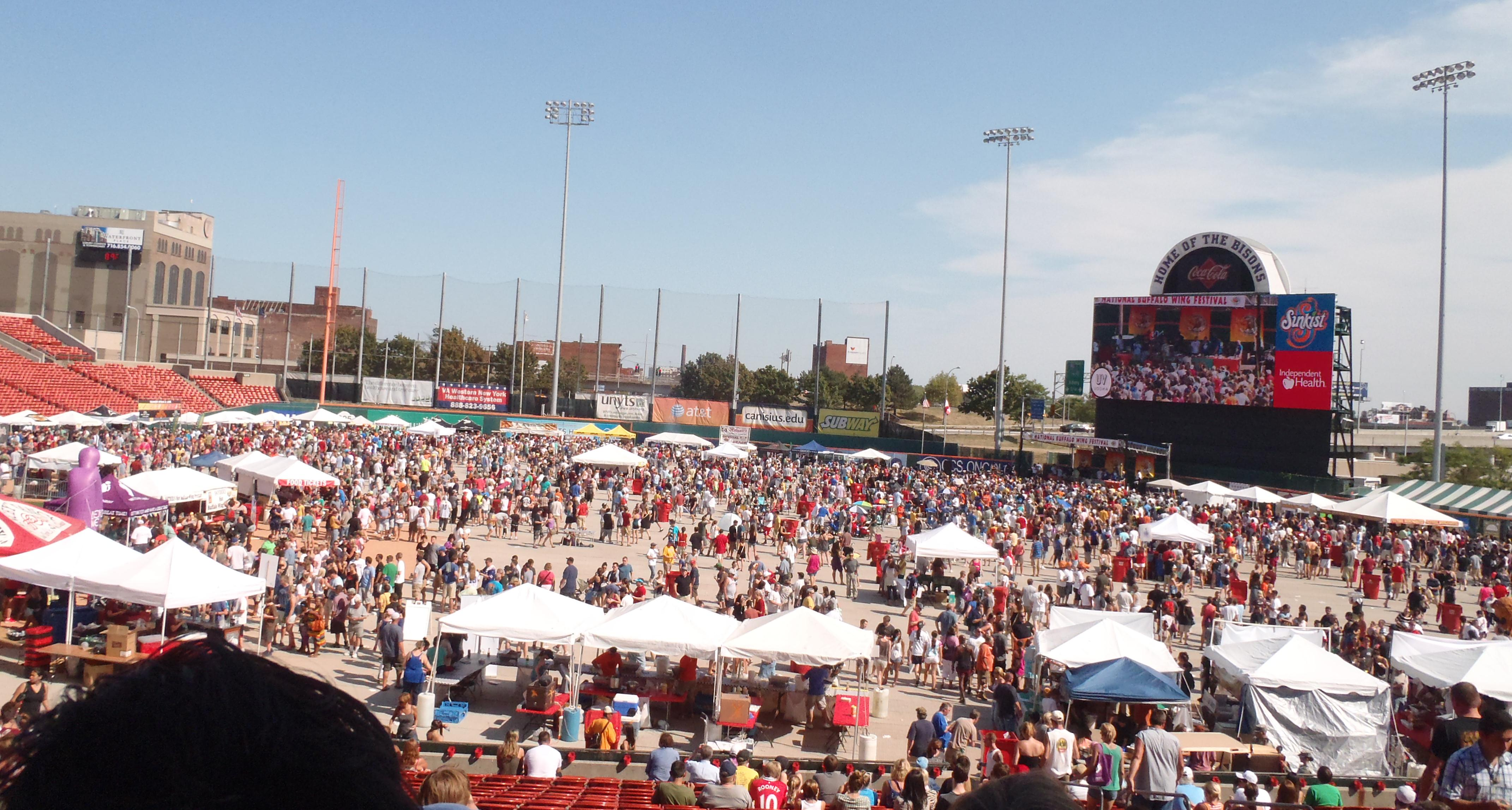
Das National Buffalo Wing Festival im September 2012